# Finsk Spids
Den finske spids er, som navnet røber, en finsk hunderace. Det er en fortrinlig vagthund, med en meget højlydt gøen, som også er nyttig i marken. Standarden for Finsk Spids er skrevet helt tilbage i 1812. Den er Finlands nationalrace.

## Beskrivelse
Denne race er endnu et medlem af spidshundegruppen og er let kendelig ved sin klare, røde farve. Pelsen er dobbelt, og den lysere underuld giver hele pelsen glød. Finsk spids stammer oprindeligt fra den russiske Laika, men er udviklet i Finland og bruges primært til fuglejagt. Til trods for sin højde på kun 39-50 cm og en vægt på 14-16 kg har den også været brugt til jagt på større vildt såsom bjørn og elg.
Den er en livlig, venlig og aktiv ledsager, der som alle spidshunde er ret gøende. Selv om den er godt tilpas i al slags vejr, kan den godt lide at opholde sig inden døre. Underulden er kort, mens yderpelsen er mere lang og grov på skuldrene, især hos hannerne.

## Raceinformation
Racenavn: Suomenpystykorva.
Placering: FCI gruppe 5, nr. 49.
Farve: Rødgylden, gyldenbrun.